# Actée (Néréide)
Pour les articles homonymes, voir Actée.
Dans la mythologie grecque, Actée ou Actaée (en grec ancien : Ἀκταίη / Aktaíē) est une Néréide, citée par Apollodore, Hésiode, Homère et Hygin  dans leurs listes de Néréides. Elle est une des douze Néréides à apparaître sur les quatre listes.
Déesse des rivages, Actée fait également partie des Psamides, les hydriades des plages de sable fin

## Étymologie
Actée était considérée comme la déesse du rivage.

## Famille
Ses parents sont le dieu marin primitif Nérée, surnommé le vieillard de la mer, et l'océanide Doris. Elle est l'une de leur multiples filles, les Néréides, généralement au nombre de cinquante, et a un frère unique, Néritès. Pontos (le Flot) et Gaïa (la Terre) sont ses grands-parents paternels, Océan et Téthys ses grands-parents maternels.

## Mentions
Actée est mentionnée par plusieurs auteurs :
- Dans la Bibliothèque, « Apollodore » mentionne Actée, la faisant fille de Nérée et Doris[7] : 
« Νηρέως δὲ καὶ Δωρίδος Νηρηίδες, ὧν τὰ ὀνόματα […] Ἀκταίη […] » (« De Nérée et de Doris naquirent les Néréides, dont voici les noms […], Actée, […] »)

- Hésiode, dans la Théogonie[8] :
« Νηρῆος δ᾽ ἐγένοντο μεγήρατα τέκνα θεάων πόντῳ ἐν ἀτρυγέτῳ καὶ Δωρίδος ἠυκόμοιο, κούρης Ὠκεανοῖο, τελήεντος ποταμοῖο, Πλωτώ τ᾽ Εὐκράντη […] τε καὶ Ἀκταίη […] » (« Et de Nérée naquit la race charmante des Déesses, dans la mer stérile, et de Dôris à la belle chevelure, fille du fleuve sans fin Océan : Ploto, Eucrante, […], Actée, […] »)

- Homère, dans l’Iliade[9] :
« θεαὶ δέ μιν ἀμφαγέροντο πᾶσαι ὅσαι κατὰ βένθος ἁλὸς Νηρηΐδες ἦσαν. ἔνθ᾽ ἄρ᾽ ἔην Γλαύκη τε Θάλειά […] τε καὶ Ἀκταίη […] » (« Et autour de la Déesse étaient rassemblées toutes les Néréides qui sont au fond de la mer : Glaucé, Thalie, […], Actée, […] »)

- Hygin, dans les Fables[10] :
« Ex Nereo et Doride Nereides quinquaginta, […] Actaea […] » (« De Nérée et Doris cinquante Néréides, […] Actée […] »)

## Évocation moderne

### Astronomie
Actée, satellite naturel de l'objet transneptunien (120347) Salacie, porte son nom.